# 卡萊塔德卡爾金區
11°05′30″S 77°37′42″W / 11.0918°S 77.6283°W
卡萊塔德卡爾金區（西班牙語：Distrito de Caleta de Carquín），是秘魯的一個區，位於該國中南部利馬大區的瓦烏拉省，始建於1941年9月30日，面積2.04平方公里，海拔高度14米，2005年人口6,064，人口密度每平方公里3,000人。